# Sendangmulyo (Tembalang)
Sendangmulyo is een bestuurslaag in het regentschap Semarang van de provincie Midden-Java, Indonesië. Sendangmulyo telt 32.983 inwoners (volkstelling 2010).